# Protasekretis
Il prōtasēkrētis (in greco antico: πρωτασηκρῆτις?), anche riportato come prōtoasēkrētis (in greco antico: πρωτοασηκρῆτις?), latinizzato in protasecretis o protoasecretis e italianizzato in protasecreta o protasecreto, era un funzionario di elevato rango della burocrazia dell'Impero bizantino. Il titolo significava "primo asēkrētis", ed era capo degli asēkrētai, la classe più elevata dei notai imperiali.

## Storia
La carica evolvette gradualmente. Il primo asēkrētai è documentato dal VI secolo, e venne ricoperta da diversi patriarca di Costantinopoli e da un imperatore bizantino, Anastasio II (r. 713–715). A parte i riferimenti forse anacronistici a Massimo il Confessore che fu un prōtasēkrētis sotto l'imperatore Eraclio I (r. 610-641), la prima nomina confermata (come proto a secreta) viene dal Liber Pontificalis dell'anno 756. Come capo della cancelleria imperiale (il successore effettivo del tardo romano primicerius notariorum), la posizione era molto influente: nell'899 nel Klētorologion di Filoteo, una lista di precedenze dei funzionari imperiali bizantini, è al settimo posto tra i sekretikoi, i ministri finanziari dello Stato. Da documenti e prove sigillografiche, il prōtasēkrētai aveva la dignità di protospatario, patrikios e anthypatos. Fra gli altri ebbe l'incarico il patriarca Fozio (858–867 e 877–886).
Fra i suoi subordinati vi erano non solo l'asēkrētai, ma anche la classe inferiore dei notarioi imperiali, sotto il loro capo, il prōtonotarios, così come il funzionario noto come dekanos, messo "a capo dei documenti imperiali", secondo il De Ceremoniis dell'imperatore Costantino VII Porfirogenito (r. 913-959). I prōtasēkrētis sembra avessero anche l'incaricato di preparare le crisobolle imperiali. Dopo il 1106, tuttavia, venne spostato dalla cancelleria ed assunse funzioni giurisdizionali, dirigendo una delle quattro più alte corti dell'impero bizantino (insieme al Megas droungarios, al 'dikaiodotēs e al koiaistōr). Sebbene la classe dei asēkrētai non è documentata dopo il XII secolo, il posto di prōtasēkrētis sopravvisse nel periodo dei Paleologi.